# 阿卜杜拉·萨尼
阿卜杜拉·萨尼（阿拉伯语：‎，1954年1月7日—），利比亚政治家，曾在阿里·扎伊丹政府中担任国防部长，在2014年3月11日至5月25日接任阿里·扎伊丹为利比亚总理，5月25日因受恐吓为由辞职。6月9日替代艾哈迈德·马蒂格再次上任总理。

## 內閣
2014年6月選舉產生的議會以及隨後組成的政府受到了國際社會的認可，然而該政府在國內處於流亡的狀態，一直位於東部城市圖卜魯格。而包括首都的黎波里在內的許多城市被伊斯蘭主義民兵或伊斯蘭國利比亞分支控制。
由於之前臨時內閣團隊于2014年8月下旬集體辭職，總理被要求於9月初組建新內閣。然而國民代表大會否決了薩尼提出的18人新內閣名單建議。
2014年9月22日，薩尼提出的新內閣成員名單獲得了112名與會者中的110票支持而得到通過。新內閣的13名部長中包括了10名部長和3名副總理。